# Weberstraße 27 (Quedlinburg)

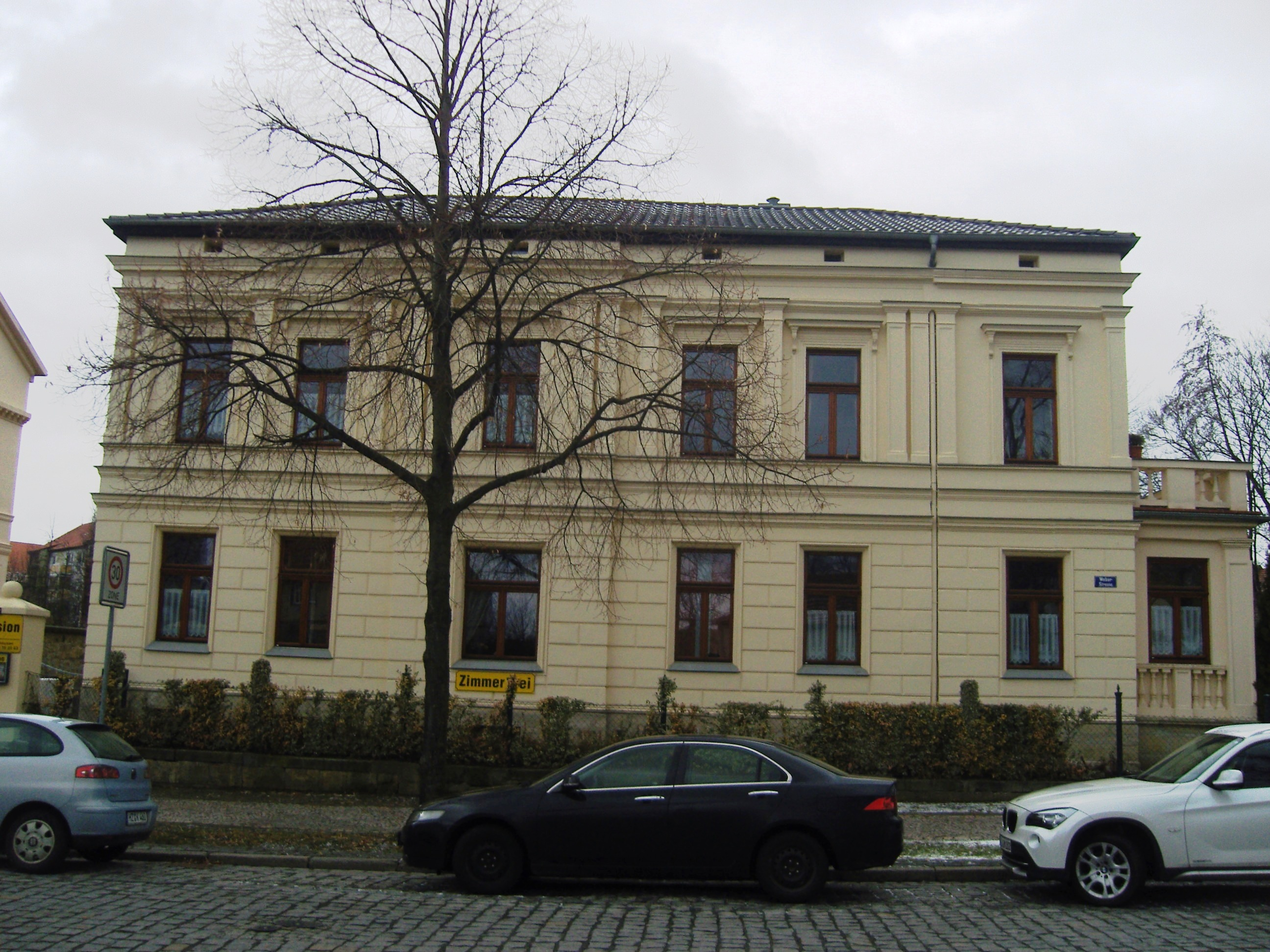
Haus Weberstraße 27, Blick von der Weberstraße

Das Haus Weberstraße 27 ist ein denkmalgeschütztes Gebäude in der Stadt Quedlinburg in Sachsen-Anhalt.

## Lage
Es befindet sich im nördlichen Teil der historischen Quedlinburger Neustadt an der Einmündung der Weberstraße auf die Donndorfstraße. Im Quedlinburger Denkmalverzeichnis ist es als Villa eingetragen.

## Architektur und Geschichte
Die Villa entstand als repräsentativer verputzter Bau in der zweiten Hälfte des 19. Jahrhunderts. Das im Stil des Spätklassizismus errichtete Gebäude verfügt über einen an eine Seite gesetzten mit Balustrade versehenen Altan. Zur Kleersstraße hin ist dem Haus ein sehr großer Vorgarten vorgelagert.